# Batgirl: Année Un
Batgirl : Année Un (Batgirl: Year One) est un comics américain publié par DC Comics. Il se présente sous la forme d'une mini-série de 9 numéros, éditée de décembre 2002 à août 2003 (date de couverture : février à octobre 2003),. Écrite par Scott Beatty et Chuck Dixon, avec les dessins de Marcos Martin et d'Álvaro López, la mini-série montre comment la Barbara Gordon de l'âge moderne est devenu la première Batgirl. La série sert de suite à Robin: Année Un,.

## Synopsis
Barbara Gordon est une jeune femme brillante qui a déjà accompli beaucoup de choses dans sa vie, mais peine à trouver sa véritable vocation. Après des études universitaires, Barbara espère suivre la voie de son père et de servir comme inspectrice de police. Mais ses plans sont compromis par son père, James Gordon (trop protecteur) et les préjugés de la société (elle est trop petite, une taille minimum est requise pour entrer dans la police ou le F.B.I.). Cela conduit Barbara à suivre un chemin différent de son objectif et à adopter l'identité d'une justicière : Batgirl. Alors qu'elle apprend les ficelles et le style de vie du métier de justicier, elle se retrouve en conflit avec Batman et dans le viseur d'apprentis vilains : Killer Moth et Firefly.

## Continuité
Plusieurs années après la publication de Crisis on Infinite Earths, qui a modifié de façon permanente l'histoire de l'Univers de DC Comics, l'éditeur a progressivement commencé à publier des mini-séries pour relancer les origines de ses personnages principaux. Batgirl : Année Un apporte plusieurs modifications aux origines de Barbara Gordon, afin de rétablir sa caractérisation dans l'Âge Moderne. Les changements importants par rapport au personnage de l'Âge d'Argent comprennent :
- L'âge et la taille de Barbara sont considérablement changés. Dans l'Âge d'Argent, Barbara était âgée de 21 ans et mesurait 1,80 m. Elle est généralement représentée comme une femme indépendante et habile. Dans Batgirl : Année Un, Barbara a 16-18 ans, est une jeune diplômée de l'université, et tente d'entrer au FBI comme agent de terrain. Mais sa demande est rejetée pour le motif qu'elle était trop petite[5] (le GCPD rejette également sa demande sur le même motif). Elle est décrite comme une victime de sexisme, ce qui lui donne une raison de devenir justicière.
- Batman n'est plus l'idole de Barbara. Alors que la Barbara Gordon de l'Âge d'Argent a fabriqué un costume de Batgirl par admiration pour le Chevalier noir, dans Batgirl : Année Un, elle le fait pour provoquer son père. Black Canary lui sert de principale source d'inspiration pour devenir justicière[6].
- Cette histoire prend place autour de la quatrième année d'activités de Batman et la carrière de Robin est bien établie, mais James Gordon est toujours Capitaine.
- À la fin de la série, Barbara mentionne un intérêt pour la politique, comme une alternative à son choix de carrière. Dans l'Âge d'Argent, Barbara est devenu une femme politique pour pouvoir aider la société avec des moyens qu'elle ne pouvait pas avoir en tant que Batgirl[7].

L'histoire insère également des thèmes qui préfigurent sa transformation en agent de renseignement : Oracle.
- Barbara est diplômée en « Informatique et Récupération de données », elle a des amis hacker, affiche un intérêt pour les gadgets et les ordinateurs, et a un emploi à temps partiel dans une bibliothèque (un clin d’œil à sa carrière de bibliothécaire dans la période pré-Crisis).
- Il y a l'image du Joker sur l'ordinateur de la Batcave et Robin met en garde Barbara : elle doit fuir si elle le croise. Dans le dernier chapitre, elle se bat contre plusieurs super-vilains dans une simulation. Le mannequin représentant le Joker est dessiné de la même façon que quand il apparaît pour l'agresser dans The Killing Joke[8].

## Accueil

### Ventes
Le premier numéro de la série est la 51e meilleure vente lors de son mois sortie avec 34 697 unités vendues sur le marché américain. Les ventes des numéros suivants se maintiennent à 30 000 unités,.

### Critiques
La mini-série a été généralement bien accueillie,. Les dessins de Marcos Martin et d'Álvaro López ont été particulièrement appréciés. Le scénario a été décrit comme un récit « dynamique » présentant les origines de Batgirl. L'écriture de Dixon et Beatty dans Batgirl : Année Un a été félicitée pour « moderniser sans perdre le contact avec le cœur essentiel de son personnage ». La série a également été félicitée pour son esprit et a été élue meilleure mini-série de 2003 par Wizard Magazine. Elle a été citée comme une source d'inspiration pour la série de bandes dessinées originale de Faith Erin Hicks : The Adventures of Superhero Girl.

### Adaptation
En 2009, Warner Premiere a converti Batgirl : Année Un en un motion comic. Bruce Timm, producteur délégué et Lauren Montgomery, co-réalisatrice sur Batman: Year One, ont exprimé leur intérêt pour produire un film d'animation basé sur Batgirl : Année Un, mais DC a annulé tous les plans pour une telle adaptation.

## Éditions

### Mini-série
Éditée par DC Comics en 9 numéros en 2003 :
- 1 : Mascarade (Masquerade)
- 2 : Au futur (Future-Tense)
- 3 : Après l'extase (Afterglow)
- 4 : La Traversée (Cave Dwellers)
- 5 : Embrasement (Moth to a Flame)
- 6 : Oiseau de proie (Bird of Prey)
- 7 : Cœurs ardents (Hearts Afire)
- 8 : Profession : Justicière (Seasoned Crime-Fighter)
- 9 : Cendres et Sang (Ashes & Blood)

### Éditions reliées françaises
- 2015 : Batgirl - Année Un, Collection DC Deluxe, Urban Comics  (ISBN 978-2-3657-7423-9)
- 2018 : Batgirl - Année Un (en 2 Tomes), Collection DC Comics - La Légende de Batman, Eaglemoss (Absence d'ISBN)